# Yakov Sinai
Yakov Grigorevich Sinai ( tiếng Nga: Я́ков Григо́рьевич Сина́й; sinh ngày 21 tháng 9 năm 1935) là một nhà toán học người Mỹ gốc Nga được biết đến với những công trình nghiên cứu về hệ động lực học. Ông đã đóng góp vào lý thuyết hệ metric hiện đại về hệ động lực học và kết nối thế giới của các hệ (động lực học) tất định với thế giới của các hệ ngẫu nhiên. Ông cũng nghiên cứu về vật lý toán và lý thuyết xác suất. Những nỗ lực của ông đã tạo nền tảng cho những tiến bộ trong khoa học vật lý.
Sinai đã giành được một số giải thưởng danh giá bao gồm Giải thưởng Nemmers, Giải thưởng Wolf về Toán học và Giải thưởng Abel. Ông là giáo sư toán học tại Đại học Princeton từ năm 1993 và giữ chức vụ Nghiên cứu viên cao cấp tại Viện Vật lý lý thuyết Landau ở Moscow, Nga.

## Sự nghiệp
Yakov Grigorevich Sinai sinh ra trong một gia đình khoa bảng người Nga gốc Do Thái vào ngày 21 tháng 9 năm 1935 tại Matxcova, Liên Xô (nay là Nga). Cha mẹ của ông, Nadezda Kagan và Gregory Sinai, đều là nhà vi sinh vật học. Ông nội của ông, Veniamin Kagan, là trưởng bộ môn Hình học Vi phân tại Đại học Tổng hợp Moscow và là người có ảnh hưởng lớn đến cuộc đời của Sinai.
Sinai nhận bằng cử nhân và thạc sĩ tại Đại học Tổng hợp Moskva. Năm 1960, ông lấy bằng tiến sĩ, cũng tại trường này dưới sự hướng dẫn của Andrey Kolmogorov. Cùng với Kolmogorov, ông đã chỉ ra rằng ngay cả đối với các hệ động lực học "không thể đoán trước", mức độ không thể đoán trước của chuyển động có thể được mô tả bằng toán học. Theo ý tưởng của họ, nay được gọi là Kolmogorov - Sinai entropy, một hệ có entropy bằng không là hoàn toàn có thể dự đoán được, trong khi một hệ có entropy khác 0 có một yếu tố không thể đoán trước liên quan trực tiếp đến lượng entropy.
Năm 1963, Sinai đưa ra ý tưởng về hệ bida động lực, còn được gọi là "bida Sinai". Trong hệ lý tưởng hóa này, một chất điểm dội xung quanh bên trong một khung hình vuông mà không bị mất năng lượng. Bên trong hình vuông là một vòng tường tròn, mà hạt cũng sẽ dội lại. Ông đã chứng minh rằng đối với hầu hết quỹ đạo ban đầu của bóng, hệ thống này là ergodic, có nghĩa là, sau một thời gian dài, lượng thời gian mà bóng sẽ tiêu tốn trong bất kỳ khu vực nhất định trên bề mặt của bàn xấp xỉ tỉ lệ với diện tích của vùng đó. Đó là lần đầu tiên có người chứng minh một hệ thống động là ổn định.
Cũng trong năm 1963, Sinai đã công bố một lời giải của giả thuyết ergodic cho một khí gồm n hình cầu cứng được giới hạn trong một chiếc hộp. Tuy nhiên, lời giải hoàn chỉnh chưa bao giờ được công bố, và vào năm 1987, Sinai tuyên bố rằng lời giải của ông là chưa trọn vẹn. Vấn đề này vẫn còn bỏ ngỏ cho đến ngày nay.
Những đóng góp khác trong toán học và vật lý toán học bao gồm những nền tảng vững chắc của phương pháp nhóm tái chuẩn hóa Kenneth Wilson, phương pháp đã dẫn đến giải Nobel Vật lý của Wilson năm 1982, các độ đo Gibbs trong lý thuyết ergodic, phân hoạch Markov hyperbolic, lời giải về sự tồn tại của động lực học Hamilton cho các hệ vô hạn hạt theo ý tưởng "động lực học cụm", mô tả các toán tử Schrödinger rời rạc bằng cách xác định các hàm riêng, phân hoạch Markov cho hệ bida và bản đồ Lorenz (cùng với Bunimovich và Chernov), một phương pháp giải quyết chặt chẽ cho sự dưới khuếch tán trong động lực học, xác minh tiệm cận phân phối Poisson của khoảng trống mức năng lượng cho một loại hệ thống động lực học tích hợp, và phiên bản khác cho phương trình Navier-Stokes của ông cùng với Khanin, Mattingly và Li.
Từ năm 1960 đến năm 1971, Sinai là nghiên cứu viên trong Phòng thí nghiệm các phương pháp thống kê và xác suất tại Đại học Tổng hợp Moskva. Năm 1971, ông nhận lời làm nghiên cứu viên cao cấp tại Viện Vật lý lý thuyết Landau ở Nga, đồng thời tiếp tục giảng dạy tại Đại học Tổng hợp Moskva. Ông phải đợi đến năm 1981 mới thành giáo sư tại trường này, có thể là do ông đã ủng hộ nhà thơ bất đồng chính kiến, nhà toán học và nhà hoạt động nhân quyền Alexander Esenin-Volpin vào năm 1968.
Từ năm 1993, Sinai là giáo sư toán học tại Đại học Princeton, trong khi vẫn giữ chức vụ của mình tại Viện Landau. Trong năm học 1997–98, ông là Giáo sư Thomas Jones tại Princeton, và năm 2005, ông là Học giả Xuất sắc Moore tại Viện Công nghệ California.
Năm 2002, Sinai giành giải thưởng Nemmers cho công trình "cách mạng hóa" hệ thống động lực học, cơ học thống kê, lý thuyết xác suất và vật lý thống kê. Năm 2005, Moscow Mathematical Journal dành riêng một số báo về Sinai, và đã viết rằng "Yakov Sinai là một trong những nhà toán học vĩ đại nhất của thời đại chúng ta... sự nhiệt tình khoa học đặc biệt của ông ấy đã truyền cảm hứng cho nhiều thế hệ nhà khoa học trên khắp thế giới."
Năm 2013, Sinai nhận giải Leroy P. Steele cho thành tựu trọn đời.
Năm 2014, Viện Hàn lâm Khoa học và Văn học Na Uy đã trao cho ông Giải thưởng Abel vì những đóng góp của ông trong các hệ thống động lực học, lý thuyết ergodic và vật lý toán. Giới thiệu giải thưởng, Jordan Ellenberg cho biết Sinai đã giải quyết các vấn đề vật lý trong thế giới thực "với tâm hồn của một nhà toán học". Ông ca ngợi các công cụ do Sinai phát triển, chứng minh rằng các hệ thống trông khác nhau trên thực tế có thể có những điểm tương đồng cơ bản như thế nào. Giải thưởng đi kèm với 6 triệu krone Na Uy, tương đương 1 triệu đô la Mỹ hoặc 600.000 bảng Anh vào thời điểm đó. Ông cũng được giới thiệu vào Viện Hàn lâm Khoa học và Văn học Na Uy.